# Tahmina Planitia
Tahmina Planitia est une plaine située sur Vénus dans le quadrangle d'Ix Chel Chasma. Elle a été nommée en référence à Tahmineh, héroïne d'une épopée iranienne, le Livre des Rois, femme du cavalier Rostam.